# Evaza solomensis
Evaza solomensis är en tvåvingeart som beskrevs av Charles Howard Curran 1936. Evaza solomensis ingår i släktet Evaza och familjen vapenflugor. Inga underarter finns listade i Catalogue of Life.